# جوزيف روث
جوزيف روث/ يوزِف روت (بالألمانية: Joseph Roth)‏(1894 – 1939) هو كاتب، وصحفي من النمسا. ولد في برودي، وتوفي في باريس.

## حياته وأعماله
ولد جوزيف روث في مدينة برودي في أوكرانيا حاليا لعائلة يهودية من الطبقة الوسطى، وبرودي هي مدينة صغيرة كانت في داخل الحدود الشرقية لـ الإمبراطورية النمساوية المجرية قبل تفككها. لعبت الثقافة اليهودية دورا كبيرا في المدينة نظراً لكثرة اليهود فيها. أختفى والد روث قبل مولده فنشأ يتيما في كنف امه وأقاربها.
في عام 1913 أنتقل إلى لامبيرغ (اليوم لفيف) ليبدأ دراسة الفلسفة والأدب الألماني، ثم أنتقل عام 1914 إلى جامعة فيينا، ولكنه أخيرا قطع دراسته وتطوع للخدمة في الجيش النمساوي المجري مقاتلا على الجبهة الشرقية. ويعتقد أنه كان فقط صحفيا للجيش أو مراقبا. هذه التجربة كان لها تأثيراً كبيرا على حياته إضافة إلى سقوط ملكية هابسبورغ عام 1918.
وكتب كتب أول أعماله الأدبية عندما كان يدرس اللغة الألمانية في جامعة لامبيرغ، وبعد نهاية خدمته العسكرية التي خدم فيها جنديا في الحرب العالمية الأولى تحول روث، إلى الصحافة. وفي عام 1923 حصل على وظيفة في صحيفة فرانكفورتر تسايتونغ، ونشر أول أعماله الأدبية، وهو رواية «شبكة العنكبوت» (بالألمانية: Das Spinnennetz)‏ التي ظهرت ملحقا لصحيفة العمال (بالألمانية: Arbeiter Zeitung)‏ الاشتراكية النمساوية. وتبعها روايات «فندق سافوي» و«التمرد» اللتان عبرتا عن تلك الفترة حيث سردتا الأحداث بطريقة ساخرة ومتباعدة، مقدمة صورة نقدية لمرحلة ما بعد الحرب.
تصنف أعماله في تلك المرحلة (ببعض التحقظ) ضمن ما يعرف في الأدب الألماني بالواقعية الجديدة، وتعتبر رواية «أيوب» التي نشرها في عام 1930 إيذانا بمرحلة إبداعية جديدة باتت تتقابل فيها جذرية الحدث مع صور قوية من العهد القديم، وتستخدم الحكاية الخيالية بصورة معدّلة.
غادر روث ألمانيا إلى فرنسا يوم بلوغ أدولف هتلر السلطة في 30 يناير 1933، وقد وضعت كتب روث في ألمانيا النازية على قائمة الكتب الممنوعة التي جمعت وأحرقت في العلن. وفي فرنسا واصل روث إنتاجه الأدبي ونشر أعماله لدى دور النشر الناطقة بالألمانية التي نشأت في المنفى
في عام 1932 نشر روث رواية "مارش راديتسكي" التي تعتبر أشهر رواياته، وتشبه قداسا جنائزيا لإمبراطورية هابسبورغ، وتتناول انهيار دولة النمسا-المجر عبر سرد قصة عائلة تروتا. تُعدّ هذه الرواية الملحمية المرحلة الإبداعية الثالثة في أعمال روث، إذ يختلط فيها السرد بالتأمل الذاتي، ووتتزاوج فيها الأنواع والأساليب الأدبية، ويكشف إعادة إنتاج الفترة الملكية وتفكيكها الواعيان حدود منظور حداثة أسطوري.
عاد روث في مرحلته الإبداعية الأخيرة إلى الحكاية الخيالية شكلا أساسيا لرواياته، وبدى ذلك في روايته المتأخرة مثل، «اعترافات قاتل، رويت في ليلة واحدة» (1936) أو «الوزن الكاذب» (1937)، وكذلك في رواية «السرداب الإمبراطوري» التي صدرت عام 1938 وتتبع رواية مارش راديتسكي في سردية انهيار الإمبراطورية النمساوية، ويحمل عنوانها اسم مدفن أسرة هابسبورغ.
. بالإضافة إلى رواياته الكبرى كتب روث أعمالا أقصر، مثل الرواية القصيرة «أسطورة السكير المقدس»، أو مقالة «يهود في الترحال»، ثبّتت مكانته بصفته واحدا من رواة القصص الناطقين باللغة الألمانية في النصف الأول من القرن العشرين.

## وفاته
ساءت حالته الصحية في أعوامه الأخيرة بسبب إدمانه الكحول، وتوفي في 27 مايو 1939 في باريس ودفن هناك في القسم الكاثوليكي من مقبرة حي ثياس.

## أعمال بارزة
- Radetzky March، مارش راديتسكي
- Hiob، أيوب
- Kapuziner Gruft، السرداب الإمبراطوري
- Die Legende vom heiligen Trinker، ترجمت إلى العربية بعنوان «أسطورة السكير المقدس»
- Stationschef Fallmerayer، ناظر المحطة فالميراير، ترجمت إلى العربية بعنوان «مصير ناظر المحطة»

## ترجمات إلى العربية
- أسطورة السكّير المقدس / مصير ناظر المحطة، ترجمة حسن الحديدي، مركز المحروسة للنشر، القاهرة، 2020، ISBN 978-977-313-807-3

## روابط خارجية
- جوزيف روث على موقع IMDb (الإنجليزية)
- جوزيف روث على موقع الموسوعة البريطانية (الإنجليزية)
- جوزيف روث على موقع ألو سيني (الفرنسية)
- جوزيف روث على موقع ميوزك برينز (الإنجليزية)
- جوزيف روث على موقع أول موفي (الإنجليزية)
- جوزيف روث على موقع ديسكوغز (الإنجليزية)
- جوزيف روث على موقع قاعدة بيانات الفيلم (الإنجليزية)